# Stazione di Biella San Paolo
La stazione di Biella San Paolo è la principale stazione ferroviaria di Biella, capolinea delle linee per Novara e Santhià.

## Storia

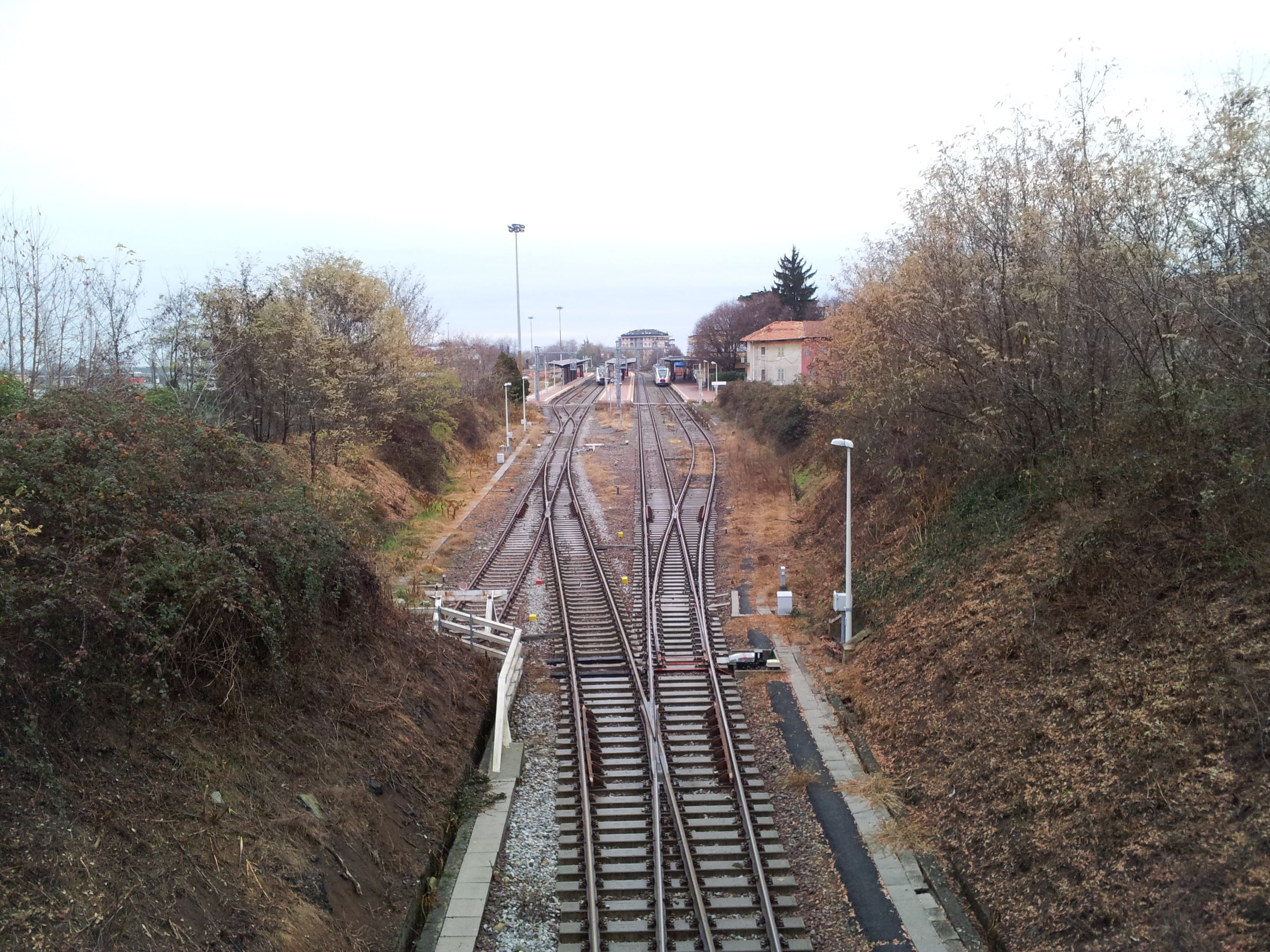
La stazione vista dal cavalcavia

La Stazione venne attivata il 18 maggio 1939, in occasione dell'inaugurazione della ferrovia Biella-Novara dal cui convoglio inaugurale scese il capo del Governo Benito Mussolini con un nutrito seguito di autorità, diventando tuttavia operativa solo dal 20 luglio 1940 a causa della necessità di completare alcuni impianti e dell'assenza del materiale rotabile. L'impianto originariamente era una stazione di testa, in cui terminava tale linea.
Nel 1958 venne realizzato il collegamento con la Biella-Santhià, che fino ad allora si attestava al proprio capolinea di Biella, sita in Piazza Vittorio Veneto.. Da allora l'impianto divenne una stazione passante, che oltre a svolgere il ruolo di capolinea, costituisce anche un punto di scambio fra le due linee.
Il 21 gennaio 1961, in anticipo rispetto alla naturale scadenza della concessione alla Società Ferrovia Biella Novara (SFBN) che aveva fino ad allora esercito la linea, la stessa venne incorporata nella rete statale e l'esercizio degli impianti fu assunto dalle Ferrovie dello Stato.
Dal 2000 la gestione dell'intera linea, e con essa quella della stazione, passò in carico a Rete Ferroviaria Italiana la quale ai fini commerciali classifica l'impianto nella categoria "Silver".
Fra il 2008 e il 2010 nella stazione sono stati effettuati lavori di ammodernamento, quali l'installazione di Apparati Centrali Elettrici a pulsanti d'Itinerario, l'allungamento dei marciapiedi con la costruzione di pensiline e la realizzazione del sottopasso ferroviario di 40 metri con gli ascensori. Anche il Magazzino Merci venne ristrutturato per ospitare l'Ufficio Movimento della stazione e la nuova sala relè. Contestualmente furono smantellati il binario 5 e gli ex binari merci.

## Strutture e impianti

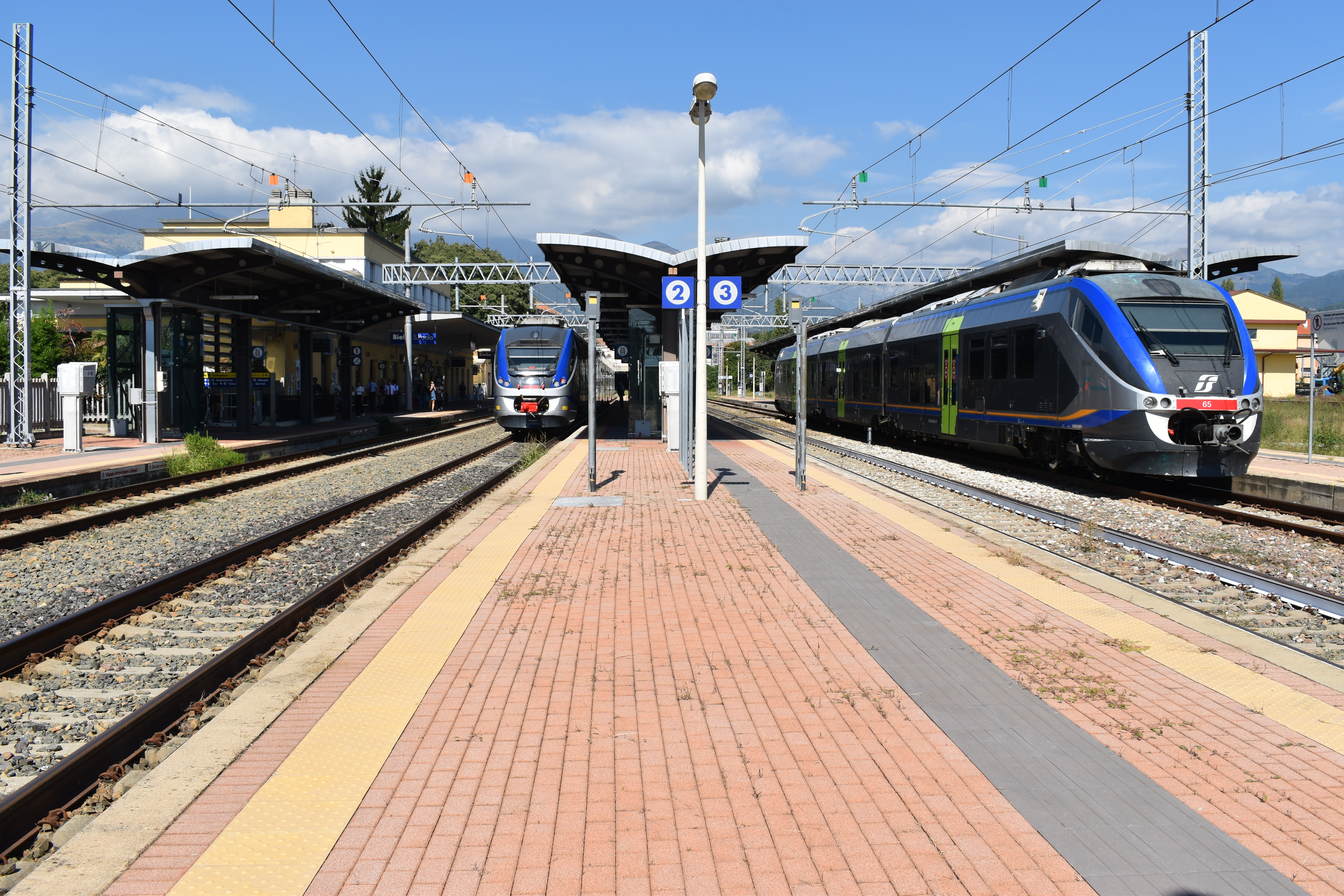
Piazzale binari della stazione

La stazione è dotata di quattro binari passanti, utilizzati come punto di sosta o scambio delle linee Santhià-Biella e Biella-Novara, serviti dai marciapiedi provvisti di pensiline e collegati tramite sottopasso pedonale, dotato di ascensori per disabili. Sono presenti anche dei binari tronchi per lo scalo e manovre.
Il fabbricato viaggiatori, in stile razionalista, è a 2 piani, di cui il primo a terra accessibile al pubblico. Ospita i servizi ai viaggiatori quali: bar, biglietteria a sportello, sala d'attesa e l'ufficio Poste Italiane.
Fino ai primi anni duemila, la stazione era dotata di 5 binari per i viaggiatori, più altrettanti per il servizio merci a servizio dell'allora fiorente industria laniera.
Dal lato sud est del piazzale era presente una rimessa dotata di piattaforma per la giratura delle locomotive a vapore con relativo rifornitore di acqua. Inoltre nel piazzale era installato anche una pompa per il rifornimento di gasolio per le automotrici e le locomotive diesel. Tali impianti furono demoliti per ospitare la nuova sede dell'ATAP.
I Segnali di partenza erano del tipo luminoso comandati da un banco ADM tipo SASIB presente nel Fabbricato Viaggiatori.

## Movimento
La stazione è servita da treni regionali diretti a Santhiá e Novara di Trenitalia nell'ambito del contratto di servizio stipulato con la Regione Piemonte. Dal 12 settembre 2022 sono stati ripristinati i collegamenti diretti verso Torino, attestati alla stazione di Torino Lingotto.
In passato la stazione risultava capolinea di alcune relazioni dirette:
- fino al 1º giugno 1986, Biella era collegata quotidianamente con Genova con una relazione Espresso, soppressa per l'esiguità del numero di passeggeri trasportato[13][14].
- il 12 giugno 2011, il collegamento diretto con la stazione di Torino Porta Nuova venne soppresso in conseguenza del divieto di ingresso di treni alimentati a gasolio nella stazione di Torino Porta Susa[15][16]. Riattivato dal 12 settembre 2022 in seguito all'elettrificazione della linea per Santhià.
- dal 15 dicembre 2013, infine, furono soppressi i collegamenti diretti con le stazioni di Milano Porta Garibaldi, Pavia e Albenga.

## Servizi
La stazione, classificata da RFI nella categoria "Silver", dispone di:
- Biglietteria a sportello
- Biglietteria automatica
- Sala d'attesa
- Deposito bagagli con personale
- Deposito bagagli automatico
- Servizi igienici
- Bar Tabaccheria
- Biglietteria a sportello ATAP
- Ufficio postale
- Ristorante

## Interscambi
Presso la stazione hanno transito/origine autocorse urbane e suburbane dell'ATAP.
- Fermata autobus